# Belgische federale verkiezingen 1999
De Belgische federale verkiezingen van 1999 werden gehouden op zondag 13 juni 1999, op dezelfde dag als de Europese verkiezingen van 1999 en de verkiezingen voor de deelstaten, waardoor deze verkiezingsronde bekend werd als de moeder van alle verkiezingen. Op deze dag werden 150 leden van de Kamer van volksvertegenwoordigers en 40 senatoren verkozen.
Na deze verkiezingen volgde de 50ste legislatuur van het Federaal Parlement van België.
Voor alle meerderjarige Belgen gold een opkomstplicht.
Kort vóór de verkiezingen vond de zogenaamde dioxinecrisis plaats, een van de redenen waardoor de regeringspartijen CVP en SP grote verliezen leden. De kaarten werden door de kiezer herschud en een paars-groene regering van VLD/PRL, SP/PS en Agalev/Ecolo trad aan onder leiding van Guy Verhofstadt, de regering-Verhofstadt I. Het was de eerste Belgische regering zonder christendemocraten sinds 1958, toen de regering-Van Acker IV ontslag nam.

## Verkiezingsuitslagen
| Partij | Partij             | Kamer van volksvertegenwoordigers | Kamer van volksvertegenwoordigers | Kamer van volksvertegenwoordigers | Kamer van volksvertegenwoordigers | Kamer van volksvertegenwoordigers | Senaat    | Senaat | Senaat | Senaat | Senaat |
| Partij | Partij             | Stemmen                           | %                                 | %                                 | Zetels                            | Zetels                            | Stemmen   | %      | %      | Zetels | Zetels |
| ------ | ------------------ | --------------------------------- | --------------------------------- | --------------------------------- | --------------------------------- | --------------------------------- | --------- | ------ | ------ | ------ | ------ |
|        | VLD                | 888 861                           | 14,30                             | +1,15                             | 23                                | +2                                | 952 116   | 15,37  | +2,08  | 6      | 0      |
|        | CVP                | 875 455                           | 14,09                             | -3,09                             | 22                                | -7                                | 913 508   | 14,75  | -2,1   | 6      | -1     |
|        | PS                 | 631 653                           | 10,16                             | -1.71                             | 19                                | -2                                | 597 890   | 9.65   | -3.11  | 4      | -1     |
|        | PRL-FDF            | 630 219                           | 10,14                             | -0,12                             | 18                                | 0                                 | 654 961   | 10,57  | -0,66  | 5      | 0      |
|        | Vlaams Blok        | 613 399                           | 9,87                              | +2,04                             | 15                                | +4                                | 583 208   | 9,42   | +1,68  | 4      | +1     |
|        | SP                 | 593 372                           | 9,55                              | -3,01                             | 14                                | -6                                | 550 657   | 8,89   | -4,34  | 4      | -2     |
|        | Ecolo              | 457 281                           | 7,36                              | +3,35                             | 11                                | +5                                | 458 658   | 7,40   | +3,08  | 3      | +1     |
|        | Agalev             | 434 449                           | 6,99                              | +2,56                             | 9                                 | +4                                | 438 931   | 7,09   | +3,36  | 3      | +2     |
|        | PSC                | 365 318                           | 5,88                              | -1,85                             | 10                                | -2                                | 374 002   | 6,04   | -1,21  | 3      | 0      |
|        | VU-ID              | 345 576                           | 5,56                              | +0,86                             | 8                                 | +3                                | 317 830   | 5,13   | -0,17  | 2      | 0      |
|        | FN                 | 90 401                            | 1,45                              | -0,83                             | 1                                 | -1                                | 92 924    | 1,50   | +1,50  | 0      | 0      |
|        | Vivant             | 69 951                            | 1,13                              | +1,13                             | 0                                 | 0                                 | 66 397    | 1,07   | +1,07  | 0      | 0      |
|        | Overige (<1%)      | 218 139                           | 3,53                              | —                                 | 0                                 | —                                 | 193 289   | 3,12   | —      | 0      | —      |
|        | Blanco en ongeldig | 435 941                           | 6,56                              | —                                 | —                                 | —                                 | 456 425   | 6,86   | —      | —      | —      |
| Totaal | Totaal             | 6 650 015                         | 100%                              | 100%                              | 150                               | 150                               | 6 650 796 | 100%   | 100%   | 40     | 40     |

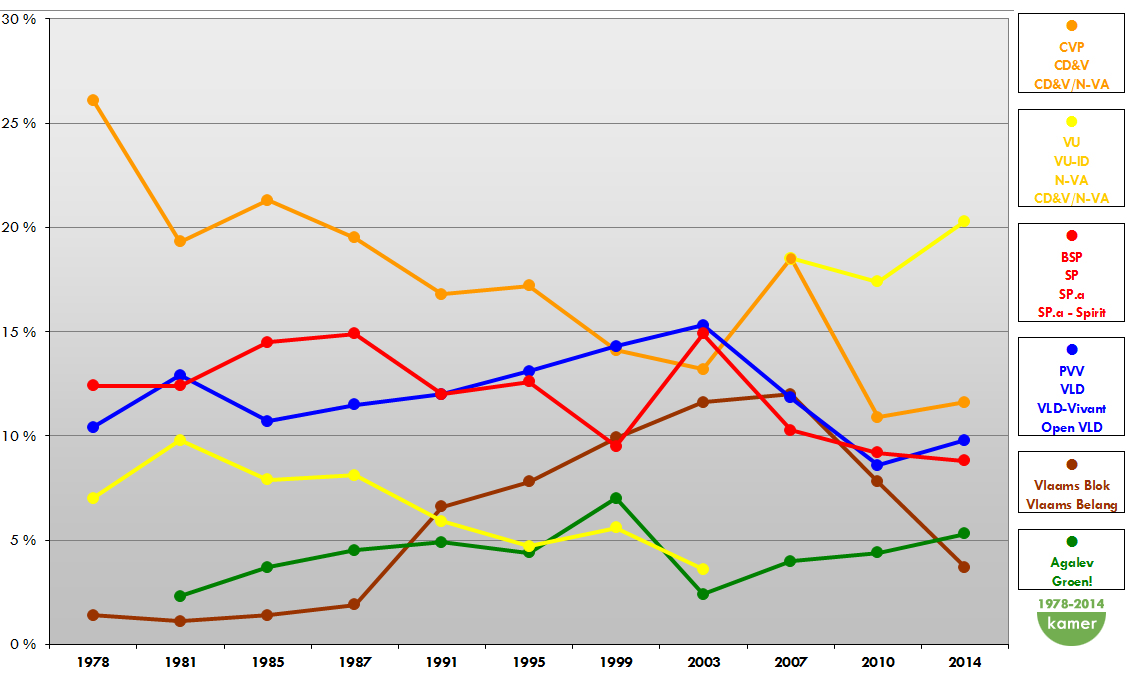
De grootste 6 Vlaamse partijen en hun behaalde resultaten voor de Kamer van volksvertegenwoordigers. Van 1978 tot en met 2014, uitgedrukt in procenten voor 'Het Rijk'.

- Ingeschreven kiezers (opkomstplicht): 7 343 464
- Ingevulde stembrieven Kamer: 6 650 015 (90,56 %)
  - Geldige stembrieven: 6 214 074 (93,44 %)
  - Blanco/ongeldige stembrieven: 435 941 (6,56 %)

## Verkozenen
- Kamer van volksvertegenwoordigers (samenstelling 1999-2003)
- Samenstelling Belgische Senaat 1999-2003

## Regeringsvorming
Na de verkiezingen werd de regering-Verhofstadt I gevormd.